# سوزان بيك
سوزان بيك (بالألمانية: Susanne Beck) (و. 1947 – م) هي ممثلة، وممثلة أفلام، من ألمانيا، ولدت في هامبورغ.

## وصلات خارجية
- سوزان بيك على موقع IMDb (الإنجليزية)
- سوزان بيك على موقع كينوبويسك (الروسية)